# Горски връх
Горски връх (на словенски: Gorski Vrh) е село в Словения, регион Горишка, община Толмин. Според Националната статистическа служба на Република Словения през 2015 г. селото има 12 жители.